# Hoa Nguyên
Hoa Nguyên (giản thể: 华元; phồn thể: 華元; bính âm: Huà Yuán; ?-?), nguyên họ Tử (子), là một nhà chính trị và tướng quốc của nước Tống thời Xuân Thu trong lịch sử Trung Quốc.

## Thân thế
Họ Hoa xuất thân là con cháu chi thứ của Tống Đái công, được phong ấp Hoa và trở thành một gia tộc lớn, nhiều đời làm khanh tướng nước Tống. Cụ tổ 4 đời của Hoa Nguyên là Hoa Đốc, từng làm thái tể dưới ba đời vua Tống, đã phát động bạo loạn, giết Tống Thương công để lập Tống Trang công lên làm vua, sau đó họ Hoa tiếp tục nắm trọng quyền nước Tống.
Sau khi phụ thân Hoa Ngữ Sự qua đời, Hoa Nguyên lên thế tập, làm đại phu nước Tống. Năm 611 TCN, Tống Văn công thăng ông lên làm chức Hữu sư nhiếp chính. Hoa Nguyên sinh được hai con trai là Hoa Duyệt và Hoa Thần.

## Bị giam ở nước Trịnh
Năm 607 TCN, Trịnh và Tống nổ ra chiến tranh. Trịnh Mục công cử công tử Quy Sinh đánh Tống. Hoa Nguyên cầm quân ra chống. Hôm ra trận, Hoa Nguyên giết thịt dê đãi tướng sĩ, nhưng lại quên mất phần cho người đánh xe là Dương Châm. Vì vậy Dương Châm thù Hoa Nguyên, khi ra trận, Dương Châm tuyên bố trả thù và đánh xe của Hoa Nguyên thẳng vào chỗ quân Trịnh cho quân Trịnh bắt Hoa Nguyên, còn mình bỏ trốn. Kết quả quân Tống bại trận, Quy Sinh đánh bại, giết hơn 100 quân Tống, ngoài Hoa Nguyên còn bắt sống Nhạc Lữ cùng 460 cỗ chiến xa và 250 quân sĩ, quân Tống tan vỡ.
Tống Văn công sai mang hơn 100 cỗ xe 4 ngựa sang quân Trịnh để chuộc Hoa Nguyên. Khi mới bàn giao sang nửa số xe thì Hoa Nguyên đã trốn thoát về. Đến cổng thành, Hoa Nguyên gặp lại Dương Châm nhưng không đổ lỗi cho Dương Châm mà nói rằng tại ngựa không tốt. Nhưng Dương Châm tự nhận lỗi của mình và bỏ trốn sang nước Lỗ.

## Chống Sở
Năm 595 TCN, Sở Trang vương muốn đánh Tống bèn sai Thân Vô Úy giả danh là Thân Chu đi sứ nước Tề. Khi đi qua nước Tống Thân Chu thì cố ý không xin phép để tỏ ra coi khinh. Hoa Nguyên tức giận việc Thân Vô Úy đi qua không thèm xin phép nước Tống là coi khinh nước Tống không chủ, nên giết Thân Chu.
Sở Trang vương nghe tin Thân Chu bị giết, liền đem quân đánh Tống để trả thù, bao vây Thương Khâu suốt 7 tháng. Tống Văn công cầu cứu Tấn. Tấn Cảnh công muốn cứu Tống nhưng đại phu Bá Tôn can rằng Sở hùng mạnh không thể thắng được. Vì vậy, Tấn Cảnh công sai Giải Dương đi sứ nước Tống, nói dối là viện binh sẽ đến.
Giải Dương đến nước Tống, bị bắt nộp cho Sở Trang vương. Trang vương bắt Giải Dương phải đến trước thành nước Tống nói rằng viện binh Tấn không đến để Tống Văn công đầu hàng. Giải Dương nhận lời, nhưng khi đến trước thành lại khuyên nước Tống cố thủ chờ viện binh Tấn. Sở Trang vương nổi giận định giết Giải Dương, nhưng vì cấp dưới can Giải Dương là tấm gương trung thành, nên vua Sở thả Giải Dương về. Hoa Nguyên tưởng quân Tấn sẽ đến nên cố sức phòng thủ.
Tống Văn công muốn cầu hòa với Sở, phái Hoa Nguyên đi sứ. Hoa Nguyên nhân đêm tối, đích thân giả thị vệ, cầm dao lẻn vào dinh quân Sở, thuật lại tình hình trong thành, và đề nghị quân Sở hãy rút lui 30 dặm để người Tống kiếm lương, nước Tống xin thần phục. Bị Hoa Nguyên uy hiếp, tướng Sở là Tử Phản phải thề với Hoa Nguyên, rồi đề nghị với Sở Trang vương. Sở Trang vương cũng đang thiếu lương, bằng lòng lui binh 30 dặm, nới vòng vây cho nước Tống. Tống Văn công sai người sang nghị hòa, rồi hai nước giảng hòa với nhau. Hai bên thực tình nói cho nhau biết hoàn cảnh trong quân rất khó khăn. Sáng hôm sau, Tử Phản tâu với Sở Trang vương. Sở Trang vương tuy tức giận nhưng cuối cùng cũng chấp nhận giảng hòa, ăn thề với nước Tống.

## Đảm đương chính sự nước Tống
Năm 589 TCN, Tống Văn công qua đời. Cùng năm đó, Hoa Nguyên thấy Tấn và Sở tranh bá mãi không dứt, muốn lập minh ước cho hai nước giảng hòa, bèn dùng quan hệ với các đại phu nước Tấn để triệu tập hội minh ở đất Tống, lập minh ước hai nước Tấn và Sở chia nhau quyền bá chủ ở Trung Nguyên. Từ đó Tấn và Sở giảng hòa.
Tháng 6 năm 576 TCN, Tống Cộng công mất. Cháu 4 đời của công tử Đãng (em Tống Tương công) giết chết thế tử Phì, và lại muốn giết Hoa Nguyên, Hoa Nguyên trốn sang nước Tấn cầu cứu, rồi về nước giết chết quân phản loạn, lập con thứ của Cung công là Tử Thành lên làm vua, tức Tống Bình công.
Sau khi Đường Sơn bị giết, các đại phu Ngư Thạch, Hướng Vi Nhân, Lân Chu, Hướng Đái định trốn ra nước ngoài nhưng Hoa Nguyên phái người ngăn lại mời về. Các đại phu ban đầu không chịu. Tháng 10 năm đó, Hoa Nguyên đích thân đến mời, đại phu họ Hoàn đồng ý còn những người khác bỏ trốn sang nước Sở. Hoa Nguyên phong cho Hướng Tố Tuất làm Tả sư, Lã Tá Tố làm Tư mã, Nhạc Duệ làm tư khấu để yên định trong nước.
Tháng 6 năm 573 TCN, Trịnh Thành công đem quân đánh Tống, đến ngoại thành nước Tống. Trịnh Thành công mời Sở Cung vương cùng đánh Tống. Sở Cung vương và Trịnh Thành công hợp quân chiếm U Khâu của Tống, rồi tiến tới Bành Thành. Vua Sở cho các đại phu Ngư Thạch, Hướng Vi Nhân, Lân Chu, Hướng Đái, Ngư Phủ, Tống Hồi và Lưu Hạ Tam đã bỏ trốn sang Sở trước đó ba trăm chuyến xe phòng thủ và đưa về Bành Thành.　
Năm 572 TCN, nước Tấn hội chư hầu đánh Bành Thành, bắt các đại phu đi an trí ở Hạ Khâu và trả Bành Thành cho nước Tống.
Sau không rõ Hoa Nguyên mất năm nào. Ông làm đại phu qua 4 đời vua Tống là Tống Tiền Chiêu công, Tống Văn công, Tống Cộng công và Tống Bình công. Con ông là Hoa Duyệt được nối chức làm đại phu.